# Urt
Urt (tiếng Occitan: Urt; tiếng Basque: Ahurti) là một xã thuộc tỉnh Pyrénées-Atlantiques trong vùng Nouvelle-Aquitaine miền tây nam nước Pháp.